# Paul Sirven
Pour les articles homonymes, voir Sirven.
Paul Sirven, né le 21 janvier 1865  à Saint-Ay dans le Loiret et mort le 19 août 1953 à Paris, est un enseignant et auteur vaudois.

## Biographie
Paul Sirven obtient une licence en lettres en 1888 à Bordeaux. Agrégé en 1891, il enseigne à l'école alsacienne de Paris.
En 1904, Paul Sirven est nommé à la chaire de littérature et de langue françaises de l'Université de Lausanne. Professeur ordinaire en 1906, à ce titre présent lors de l'inauguration du Palais de Rumine en novembre de cette année, désigné à deux reprises comme doyen de la Faculté des lettres en 1912-1914 et en 1918-1920, il y enseigne jusqu'à sa retraite en 1928. Il sera également directeur de l'école des SSP par intérim de 1928 à 1929.
Membre de la Société de belles-lettres, il en deviendra membre honoraire le 19 avril 1907. Spécialiste de la littérature du XIXe siècle et aussi de l'écrivain italien classique, Vittorio Alfieri, Paul Sirven est encore éditeur et écrivain parfois sous le pseudonyme de "Babouc".
Rentré à Paris après sa retraite de l'enseignement, Paul Sirven y décède le 19 août 1953.

## Sources
- « Paul Sirven », sur la base de données des personnalités vaudoises sur la plateforme « Patrinum » de la Bibliothèque cantonale et universitaire de Lausanne.
- dossier ATS/ACV, Olivier Robert, Francesco Panese, Dictionnaire des professeurs de l'Université de Lausanne dès 1890, Lausanne, 2000, p. 1192 Livre d'or Belles-Lettres du 200e, p. 507